# Nyssa (Doctor Who)
Nyssa es un personaje de ficción interpretado por Sarah Sutton en la longeva serie británica de ciencia ficción Doctor Who. El creador del serial es Johnny Byrne, quien la concibió para el serial del Cuarto Doctor The Keeper of Traken, pero el equipo de producción después decidió que se uniera al Doctor en sus viajes. Regresó en el siguiente serial, Logopolis, en el que el Cuarto Doctor se regeneró y permaneció como acompañante del Quinto Doctor, apareciendo como personaje regular de 1981 a 1983.

## Historia del personaje
Nyssa es una aristócrata nativa del planeta Traken, hija de Tremas (Anthony Ainley), un cónsul de la Unión Traken, e hijastra de Kassia. Ayuda al Doctor y Adric cuando El Amo toma el control de la Guardia, primero manipulando y después asesinando a su madrastra. Después, ella misma es hipnotizada y secuestrada por él después de que el Amo se apodere del cuerpo de su padre. Tras liberarse de su control, el Vigilante la lleva hasta Logopolis y descubre la destrucción de Traken como efecto secundario del Amo jugueteando con las fórmulas logopolitanas. Así, se une a Adric y Tegan Jovanka como acompañante y miembro de la tripulación de la TARDIS, y es testigo de la regeneración del Cuarto Doctor en el Quinto.
Durante sus viajes con Tegan y Adric a bordo de la TARDIS, Nyssa se encuentra atrapada en una ecuación matemática por el Amo, a quien ella odia porque está usando el rostro de su padre. También conoce una raza de androides y a su líder demente, ayuda a frustrar los planes genocidas de Terileptil, y sin querer comienza el Gran incendio de Londres.
La muerte de Adric mientras luchan contra los Cybermen afecta a la tripulación de la TARDIS profundamente. Cuando se encuentran con una ilusión suya creada por el Amo poco después, al principio Nyssa y Tegan retroceden, hasta que Nyssa descubre el engaño al ver que Adric está llevando su medalla, destruida en la realidad. Durante esta aventura, Nyssa demuestra una habilidad psíquica nunca vista hasta entonces cuando Xeraphin contacta con ella.
Nyssa viaja a solas con el Doctor por un tiempo cuando este deja a Tegan en Heathrow. Se reunirán con ella mientras luchan contra Omega en Ámsterdam y Gallifrey. Ayudan a Tegan a luchar contra sus demonios interiores personificados en Mara, y conoce al viejo amigo y aliado del Doctor, el Brigadier Lethbridge-Stewart. Es durante esta aventura que la tripulación de la TARDIS conoce a Vislor Turlough, que se hace pasar por un típico estudiante inglés. Cuando la TARDIS llega a la estación espacial Terminus, las aventuras de Nyssa tocan a su fin ya que, para el horror de Tegan, decide quedarse en la estación espacial para ayudar a liberar a los guardianes esclavizados y convertir la estación en un hospital de verdad. Al Doctor le conmueve este gesto noble y se va diciendo que es muy valiente. El profundo afecto de Nyssa por el Doctor se demuestra aquí cuando le da un beso de despedida.
Una imagen alucinatoria de Nyssa aparecerá durante la escena de regeneración del Quinto Doctor al Sexto en The Caves of Androzani, y el personaje volverá a aparecer una última vez en el especial benéfico de 1993 Dimensions in Time.
El Décimo Doctor mencionará a Nyssa en el minisodio especial de Children in Need de 2007 Choque temporal cuando le pregunta al Quinto Doctor en qué punto está de su propia línea temporal.